# Бокње
Бокње (фр. Bocquegney) насеље је и општина у североисточној Француској у региону Лорена, у департману Вогези која припада префектури Епинал.
По подацима из 2011. године у општини је живело 127 становника, а густина насељености је износила 27,79 становника/km². Општина се простире на површини од 4,57 km². Налази се на средњој надморској висини од 375 метара (максималној 411 m, а минималној 332 m).

## Демографија
| 1962. | 1968. | 1975. | 1982. | 1990. | 1999. | 2011. |
| ----- | ----- | ----- | ----- | ----- | ----- | ----- |
| 96    | 101   | 81    | 87    | 87    | 103   | 127   |

График промене броја становника у току последњих година